# Stratenská píla
Stratenská píla – polana i niewielka osada należąca do miejscowości Stratená na Słowacji. Znajduje się w zakolu rzeki Hnilec, w miejscu, gdzie wpada do niej z lewej strony Krčmársky potok. Koryto Hnilca nieco tutaj rozszerza się – to wskutek zamknięcia Hnilca zaporą wodną w Dedinkach nastąpiło podniesienie poziomu wody i w Stratenskiej píle zaczyna się już zbiornik wodny Palcmanská Maša. Z centrum Strateny dochodzi do Stratenskiej píly droga szutrowa. Na polanie nad lewym brzegiem Hnilca znajduje się kilka domków letniskowych i skrzyżowanie szlaków turystycznych. Miejsce bardzo urokliwe.
Stratenská píla znajduje się w obrębie Parku Narodowego „Słowacki Raj”, ponadto część otaczających ją terenów jest objęta dodatkową ochroną, utworzono tutaj bowiem rezerwat Stratená
Szlaki turystyczne
  Stratená – Stratenská píla – Dedinky. Czas przejścia: 1 h, ↓ 1h
  Stratená – Veľké a Malé Zajfy  – Malé Zajfy – Pod Suchym vrchom. Czas przejścia: 1.20 h, ↓ 1.10 h

## Galeria zdjęć

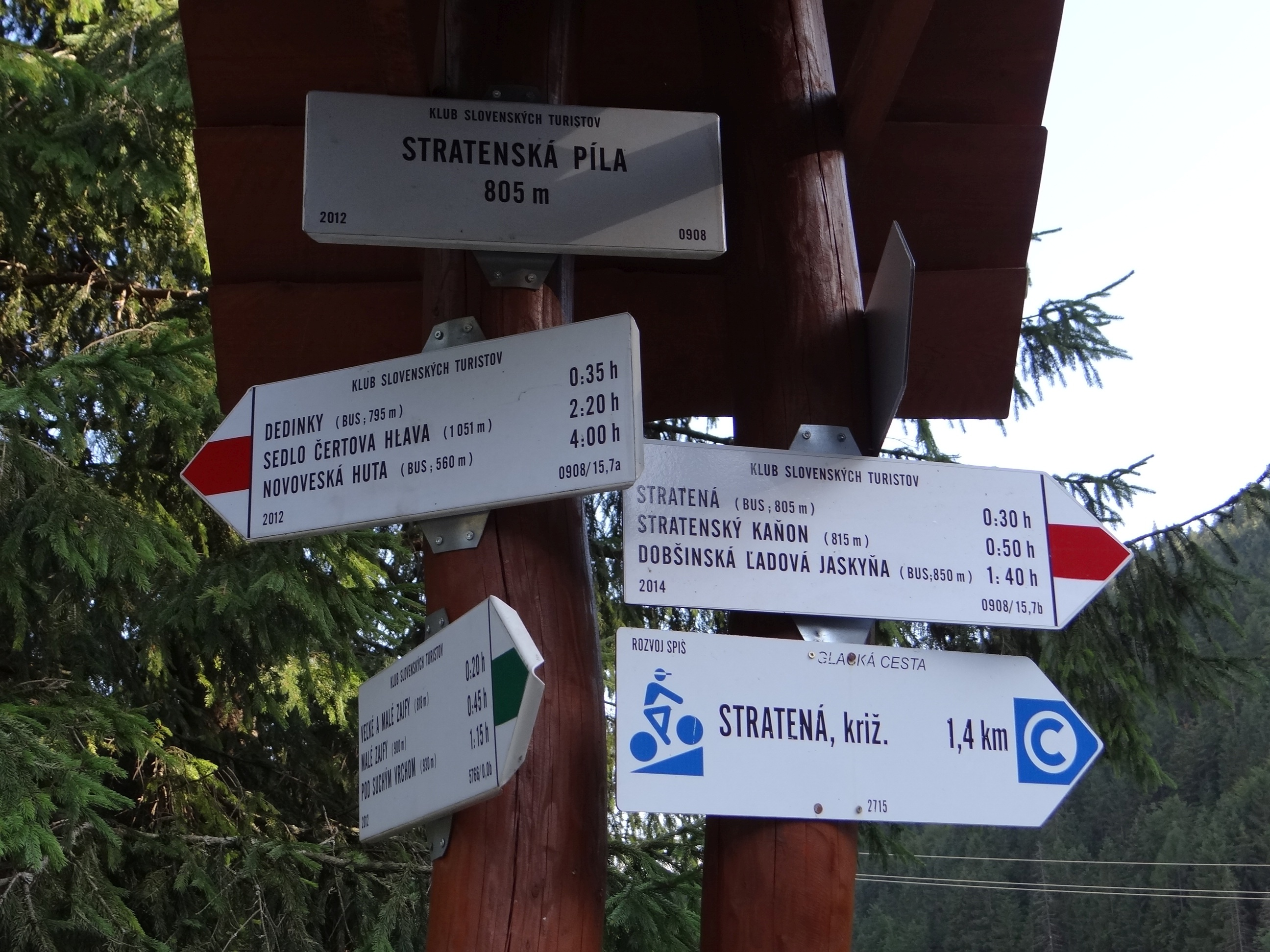
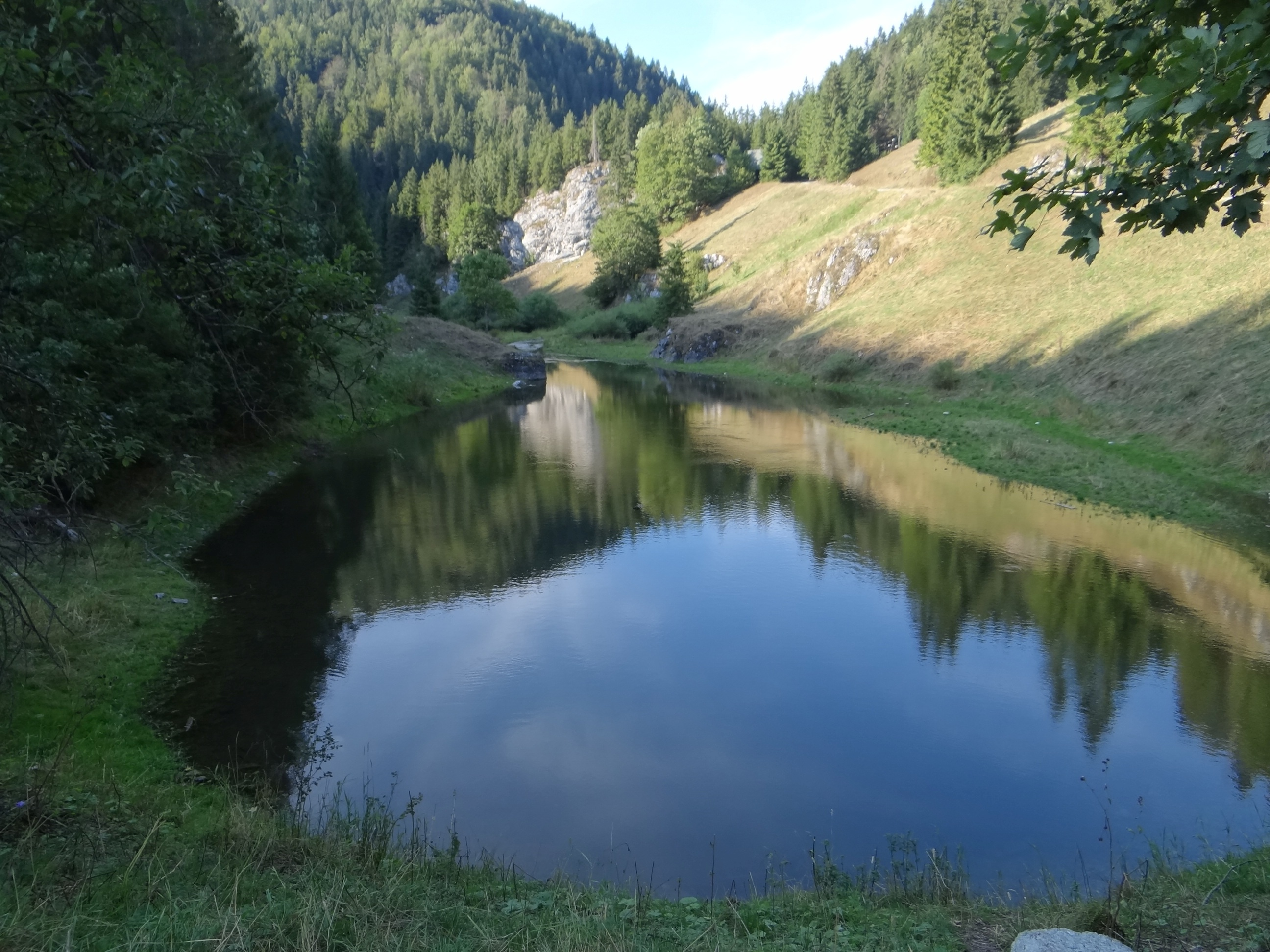
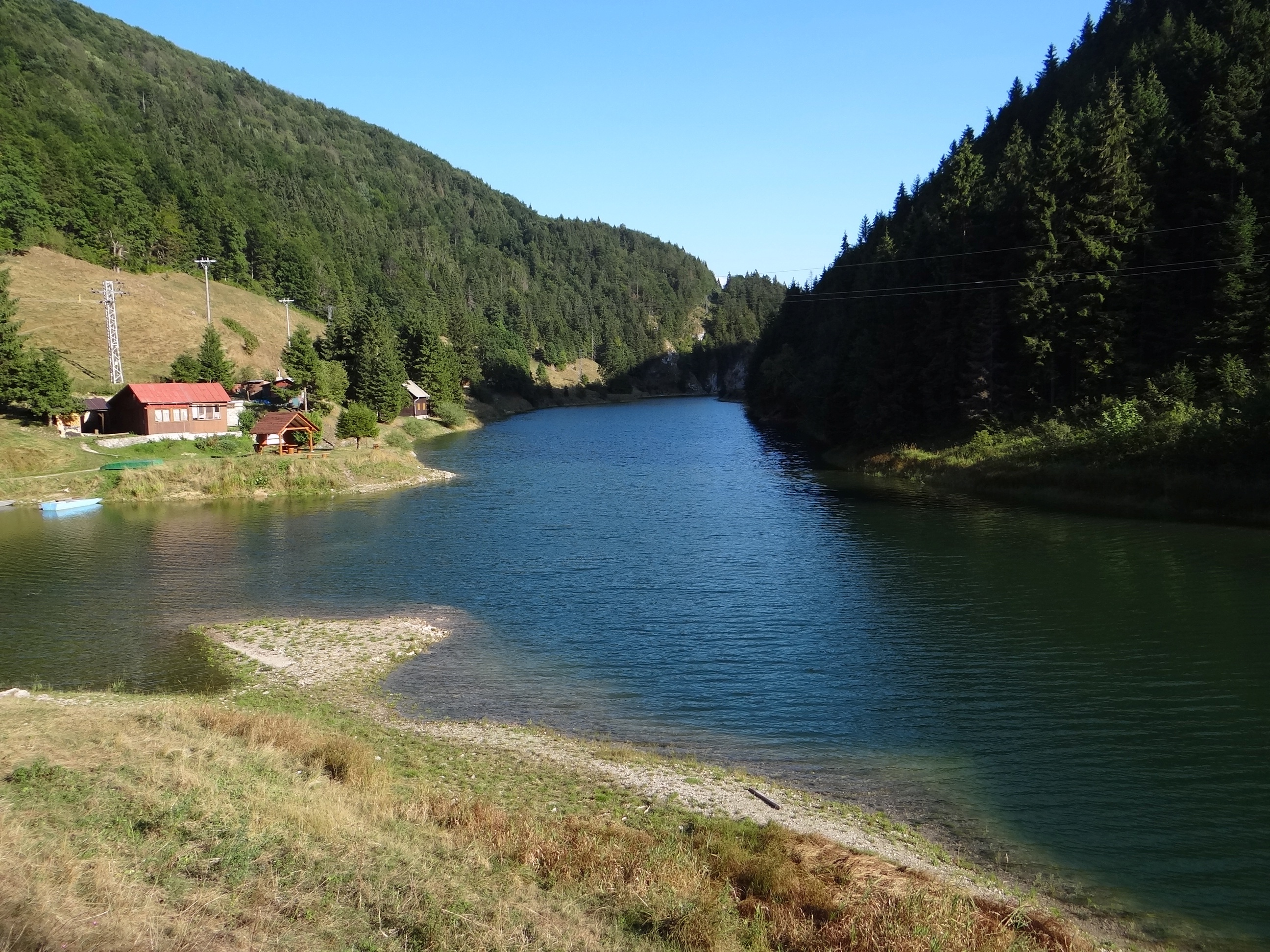